# Khandoba

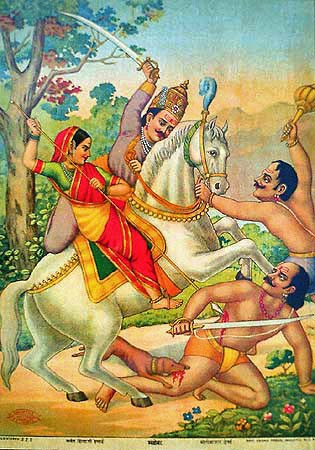
Khandoba und Mhalsa zu Pferde im Kampf gegen die beiden Dämonen Mani und Malla (um 1880)

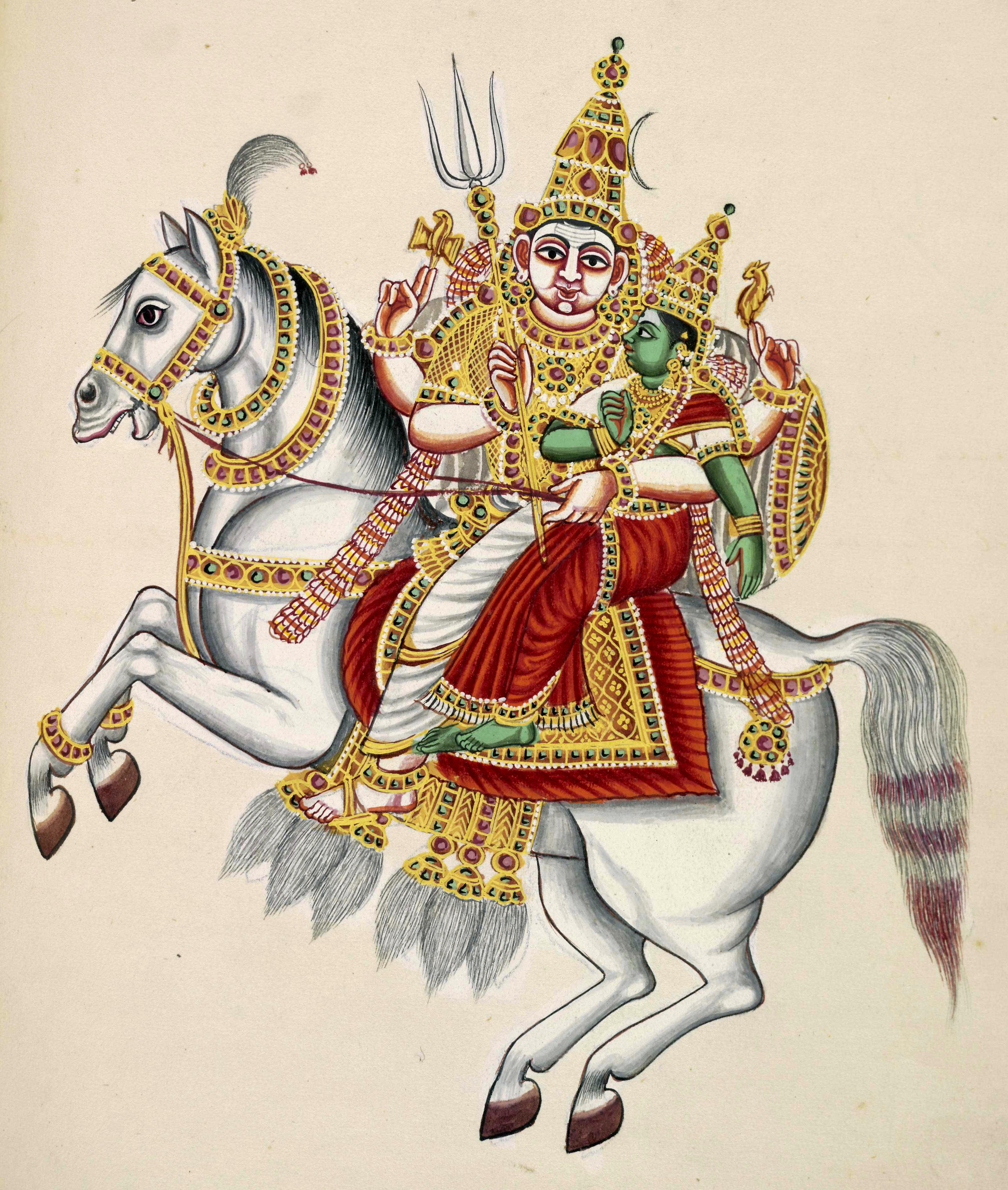
Khandoba und Mhalsa zu Pferde (um 1830)

Khandoba (Marathi खंडोबा) ist eine hinduistische Gottheit, die vor allem in den indischen Bundesstaaten Maharashtra und Karnataka verehrt wird; vielen Hindus gilt sie als eine Manifestation (Avatar) des Gottes Shiva.

## Begriff
Der Name des Gottes wird etymologisch hergeleitet von den altindischen Sanskrit-Wörtern khadga („Schwert“) und ba („Vater“). Er wird manchmal auch als Martanda Bhairava, Malhari oder Malhar bezeichnet, was ihn in den Umkreis des Sonnengottes Surya bringen könnte.

## Legende
Aufgrund von strengen Bußübungen waren die Dämonen (asuras) Mani und Malla so mächtig geworden, dass Gott Brahma ihnen zahlreiche Kräfte verlieh, die sie jedoch nur dazu einsetzten um Menschen und Halbgötter (devas) zu belästigen und zu quälen, was sowohl die irdische als auch die himmlische Ordnung durcheinander wirbelte. Menschen und Halbgötter wandten sich daraufhin an Shiva, der seine kriegerische Gestalt (Bhairava) annahm und – gemeinsam mit seinen beiden Frauen Mhalsa und Banai – an der Spitze eines Heeres gegen die Dämonen zu Felde zog. Nach mehrtägigen Kämpfen wurden die Dämonen besiegt und warfen sich vor Shiva nieder. Während der sterbende Mani um die Gnade bat, in jedem Tempel Khandobas anwesend zu sein, um die Menschen zu bessern, wollte Malla die Welt zerstören, woraufhin ihm Khandoba den Kopf abschlug.

## Bedeutung
Die Khandoba-Überlieferung zeigt einmal mehr den nicht enden wollenden Kampf zwischen Gut und Böse, der jedoch meist mit dem – allerdings nur vorübergehenden – Sieg des Guten endet. Insgesamt kann die Khandoba-Legende auch als Übergang zwischen uraltem Volksglauben (Khandoba) und dem späteren Hinduismus (Shiva) interpretiert werden. Seine beiden Frauen Mhalsa und Banai wurden wahrscheinlich später hinzugefügt und gelten als Verkörperungen von Shivas Gemahlin Parvati.

## Darstellung
Mittelalterliche Darstellungen Khandobas sind nicht bekannt. Neuzeitliche Bilder und Skulpturen zeigen ihn oft als gekrönter Streiter zu Pferde. Meist wird er in menschlicher Gestalt mit vier Armen dargestellt; in diesen trägt er sowohl Shivas Dreizack (trishula) und die Sanduhrtrommel (damaru) als auch das Schwert und eine Schale mit Kurkuma-Pulver. Insgesamt ähnelt seine kriegerische Darstellung denen des Gottes Bhairava.

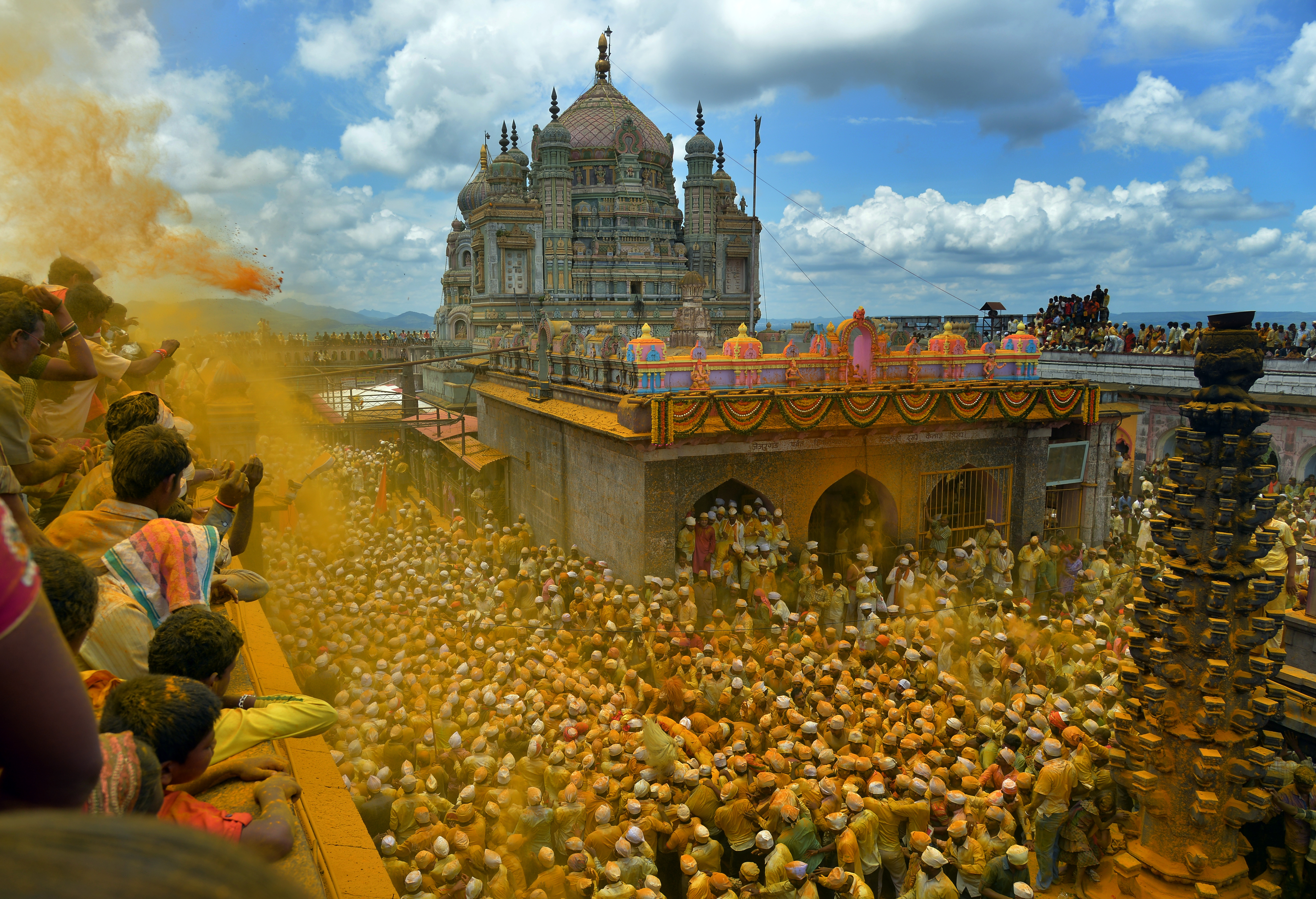
Pilgerfest beim Khandoba-Tempel in Jejuri

## Verehrung
Die Zahl der Anhänger Khandobas ist unbekannt – es dürften etliche Millionen sein. Im Norden Karnatakas und vor allem in Maharashtra wird Khandoba häufig in häuslichen Familienschreinen verehrt. Es gibt aber auch zahlreiche Khandoba-Tempel – der bedeutendste steht auf einen Anhöhe bei der Kleinstadt Jejuri und zieht jedes Jahr hunderttausende Pilger an.